# Dasi, Tianjin
Dasi (kinesiska: 大寺, 大寺镇) är en köping i Kina.. Den ligger i stadsdistriktet Xiqing i storstadsområdet Tianjin, i den norra delen av landet, omkring 12 kilometer söder om stadens centrum. Antalet invånare är 113 290. Befolkningen består av 59 199 kvinnor och 54 091 män. Barn under 15 år utgör 9,0 %, vuxna 15-64 år 86 %, och äldre över 65 år 4,0 %.